# 滋賀県立伊吹高等学校
滋賀県立伊吹高等学校（しがけんりつ いぶきこうとうがっこう）は、滋賀県米原市朝日に所在する公立の高等学校。
その所在地は2005年2月14日市町村合併により米原市になったが、合併前は校名に採られている旧伊吹町ではなく旧山東町に属していた。

## 設置学科
- 普通科
  - 学力充実クラス
  - 学力発展クラス
  - 体育コース

## 沿革
- 1981年（昭和56年） - 滋賀県立伊吹高等学校創立。
- 2000年（平成12年） - 体育コース設置。

## 特徴
ホッケー部が全国の強豪として名高い。
- 男子 -全国タイトル計13回（インターハイ3回・国体4回・全国高校選抜3回・高校チャンピオンズカップ3回）
- 女子 -全国タイトル計14回（インターハイ6回・国体1回・全国高校選抜6回・高校チャンピオンズカップ1回）

## 著名な出身者

### ホッケー選手
- 宮崎奈美
- 西村泰昭
- 仲谷美紀
- 西村綾加
- 清水美並
- 山堀貴彦

## 交通
- 湖国バス 「伊吹高校」または「大原診療所」で下車。
- JR近江長岡駅 - 最短でも約5km離れているため、最寄り駅とは言い難い。